# Салтыков, Юрий
Юрий Салтыков (сценический псевдоним Иван Николаевич Турист; родился 16 июня 1964 года в Пушкине) — советский и российский актёр театра и кино, шоумэн. Бывший участник группы «НОМ».

## Биография
Родился 16 июня 1964 года в Пушкине.
С 1988 по 2014 гг. участник петербургской рок-группы «НОМ». Получил известность как Иван Николаевич (И. Н.) Турист и стал лицом группы. Играл главную роль во всех сказках в проекте «Русские сказки». Был приглашён в группу «в качестве персонажа, иллюстрирующего произведения НОМ на сцене» и, по мнению Андрея Кагадеева, проявил себя в лице Ивана Туриста разнообразно и интересно. Входя в состав группы, был одним из «Королей неформального Петербурга».
В фильме «Звёздный ворс», в котором он снимался, в титрах указан как Иван Николаевич Турист.
С 2014 года участвует в театральных постановках Центра имени Вс. Мейерхольда (ЦИМ).
В 2018 году входил в состав жюри 9-го Международного фестиваля короткометражного авторского кино — «Киноликбез».
В 2019 году исполнил главную роль в видеоклипе группы Электропартизаны «Блефуску».
В 2023 году вместе с Романом Шитовым основал группу ("Мобильную Шоу Тусовку") "СОЦИОПАТИ" .

## Дискография

### НОМ
- Брутто (1989)
- К чортям собачьим (1990)
- Супердиск (1992)
- Сенька Мосг/хаз (1994)
- Во имя разума (1996)
- Жир (1997)
- Очень отличный концерт (2001)
- 8 УЕ (2002)
- Альбом реального искусства (2004)
- Более мощный (2005)
- Превыше всего (2009)
- В мире животных (2013)

### Другие проекты
- Александр Ливер — «Песни забытых композиторов» (2001)
- Кирпичи — «Старческий маразм» (2021)

## Роли в театре
- 2014 — «Норманск» Юрия Квятковского по мотивам повести братьев Стругацких «Гадкие лебеди» (Центр имени Всеволода Мейерхольда) — инспектор-шпион Павор[14]

Спектакль выдвинут в 2015 году на премию «Золотая Маска» в номинации «Эксперимент».
- 2015 — «Пирамида» Юрия Квятковского (Парк Музеон, Москва)
- 2015 — «Пир» Всеволода Лисовского (Театр.doc)[16]

## Фильмография
| Год  |     | Название                  | Роль                                                       |
| ---- | --- | ------------------------- | ---------------------------------------------------------- |
| 1993 | ф   | «Осечка»                  | лазутчик                                                   |
| 1998 | ф   | «Самозванцы (все сезоны)» | эпизодическая роль                                         |
| 2001 | ф   | «Жбан дурака»             | Юрка                                                       |
| 2002 | ф   | «Пасека»                  | неприятные низкорослые мужчины                             |
| 2004 | ф   | «Геополипы»               | Ленин, Ким Ир Сен, маленький Гитлер, президент             |
| 2007 | ф   | «Фантомас снимает маску»  | Жюв                                                        |
| 2009 | ф   | «Весельчаки»              | Лёнчик                                                     |
| 2010 | ф   | «Трип»                    | предсказатель                                              |
| 2011 | ф   | «Звёздный ворс»           | учёный / второй обезьяноид-полицейский / член банды Язбеца |
| 2013 | ф   | «Тяжёлый случай»          | моряк                                                      |
| 2013 | ф   | «Околофутбола»            | милиционер, интересующийся татуировками                    |
| 2016 | ф   | «Женщина в беде-4»        | Егор Дмитриевич Салтыков/хозяин автосервиса                |
| 2016 | ф   | «Фильм»                   | Бакеев/конкурент Одинцова                                  |
| 2017 | ф   | «Хармс»                   | гражданин Кузнецов                                         |
| 2017 | ф   | «Садовое кольцо»          | Олег Петрович Петренко/офицер ФСБ                          |
| 2019 | ф   | «Смерть на языке цветов»  | эпизодическая роль                                         |
| 2020 | ф   | «Настоящее будущее»       | человек из будущего                                        |
| 2021 | ф   | «Валгалла»                | Имя персонажа не указано                                   |
| 2023 | кор | «Здравствуй, дерево!»     | главный оборотень                                          |